# Hounddog
Hounddog (mesmo título no Brasil) é um filme escrito, dirigido e produzido por Deborah Kampmeier e estrelado pela então atriz-mirim Dakota Fanning. Robin Wright Penn tem a função de produtora executiva (e também faz uma participação como atriz, no papel de Stranger Lady). O filme foi produzido por Raye Dowell, Jen Gatien e Terry Leonard. Ele estreou em festivais no Festival de Sundance de 2007, e previsto para estrear em cinamas americanos até o final de 2008, com distribuição pela Empire Film Group, Inc.
Gravado no estado americano da Carolina do Norte e ambientado no Sul dos Estados Unidos da década de 1950, o filme traz Dakota Fanning no papel de Lewellen, "uma garota problemática de 12 anos de idade que encontra consolo contra uma vida de maus-tratos no blues. Esse estilo musical é delicadamente entrelaçado no decorrer do filme para criar uma atmosfera colorida de uma vida melancólica que encontra alívio e cura na música de Elvis Presley, cujo personagem aparece no filme, embora brevemente, e no blues."

## Reações
O filme, já antes de sua estreia, chamou muita atenção e gerou grande controvérsia, devido ao uso de uma atriz tão nova no papel principal. A polêmica começou quando um dos financiadores interrompeu o patrocínio, e a produção foi suspensa enquanto financiamento adicional foi captado. Posteriormente, a controvérsia foi alimentada por blogs conservadores e religiosos que estavam preocupados com Dakota, porque o roteiro tinha uma chamada para ela aparecer numa cena de estupro. A cena mostrava apenas o rosto de Dakota e a reação de sua personagem ao evento traumático. Esta é a segunda vez em que Robin Wright Penn trabalha em um filme de  Deborah Kampmeier envolvendo um estupro; a primeira vez foi no filme Virgin, de 2003.
Devido aos protestos contra Hounddog, o senador da Carolina do Norte e líder majoritário Phil Berger solicitou que todas as produções futuras rodadas no estado da Carolina do Norte tenham seus roteiros aprovados previamente caso tenham a produção normal subsidiada pelo estado. Berger disse que não assistiu ao filme, e está agindo em resposta ao que leu sobre ele.

## Elenco
- Dakota Fanning como Lewellen
- Isabelle Fuhrman como Grasshopper
- Cody Hanford como Buddy
- David Morse como Daddy
- Robin Wright Penn como Stranger Lady
- Christoph Sanders como Wooden's Boy
- Afemo Omilami como Charles
- Ryan Pelton como Elvis